# Cubaris rufonigra
Cubaris rufonigra är en kräftdjursart som först beskrevs av Wahrberg 1922.  Cubaris rufonigra ingår i släktet Cubaris och familjen Armadillidae. Inga underarter finns listade i Catalogue of Life.